# Karen Marsden
Karen Marsden, född 28 november 1962 i Margaret River, Western Australia, är en australisk landhockeyspelare.
Marsden tog OS-guld i damernas landhockeyturnering i samband med de olympiska landhockeytävlingarna 1996 i Atlanta.